# Elzbieta Ettinger
Elzbieta Ettinger (* 19. September 1925 in Warschau; † 12. März 2005 in Cambridge, Massachusetts) war eine polnisch-amerikanische Hochschullehrerin und Autorin.

## Leben
Ettinger überlebte die deutsche Okkupation Polens und die Judenverfolgung im Warschauer Ghetto, aus dem sie bei seiner Zerstörung fliehen konnte. Sie nahm eine falsche Identität an und schloss sich dem bewaffneten polnischen Widerstand an. Nach Ende des Zweiten Weltkriegs studierte sie in Krakau und arbeitete anschließend für das polnische Außenhandelsministerium, welches sie u. a. nach Kambodscha, Laos und Vietnam schickte. 1966 promovierte sie in Warschau und verließ 1967 mit ihrer fünfjährigen Tochter Maja (* 1962) und ihrer Mutter Polen. In den USA erhielt sie eine Stelle als Senior Fellow am Radcliffe College der Harvard University. Ab 1975 lehrte Ettinger bis zu ihrer Emeritierung im Jahr 1996 als „Thomas Meloy Professor of Rhetoric and Literature“ am Massachusetts Institute of Technology Rhetorik, Schreiben und Literaturwissenschaften.
Ettingers biografische Arbeiten über die Beziehung zwischen Hannah Arendt und Martin Heidegger und über Rosa Luxemburg wurden in mehrere Sprachen übersetzt, während von ihren zwei autobiografischen Romanen über das Warschauer Ghetto und über die ersten Jahre des Kommunistischen Regimes in Polen bisher nur einer ins Französische übertragen wurde. Ihr wissenschaftlicher und literarischer Nachlass liegt in der Schlesinger Library in Harvard.

## Schriften
- Hannah Arendt, Martin Heidegger. Eine Geschichte. Übers. von Brigitte Stein. Piper, München / Zürich 1995, ISBN 3-492-11904-2.
- Rosa Luxemburg. Ein Leben. Übers. von Barbara Bortfeldt. Dietz, Bonn 1990, ISBN 3-8012-0148-1.
- Hrsg. und Übersetzung: Comrade and lover: Rosa Luxemburg’s Letters to Leo Jogiches. MIT Press, Cambridge, Mass. 1979, ISBN 978-0-262-05021-0 (aus dem Polnischen: Listy do Leona Jogichesa-Tyszki).
- Kindergarten. Constable, London 1971, ISBN 978-0-09-457650-6.
  - Les enfants de Varsovie. Éditions Bernard Grasset, Paris 1971.
- Quicksand. Pandora, London 1989 ISBN 978-0-04-440354-8.